# 龙津洲街道
龙津洲街道是中华人民共和国江西省宜春市丰城市下辖的一个街道办事处。

## 行政区划
龙津洲街道下辖以下村级行政区划单位：
红门社区、莲花社区、城岗社区、百岁社区、下埠岗社区、龙津湖社区、香甪社区。